# Waalpi, Arizona

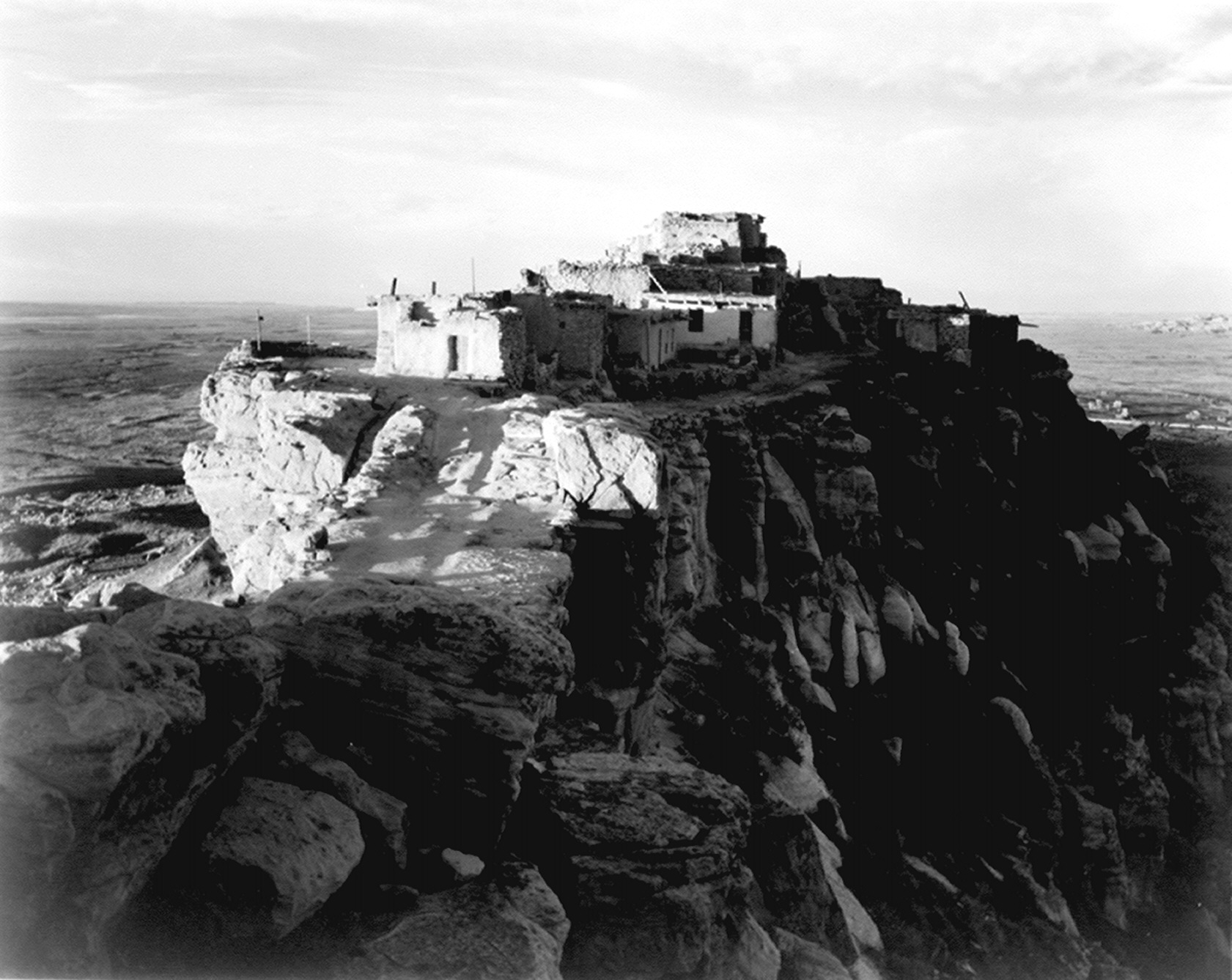
Ansel Adams, Waalpi (circa 1941), originalul este păstrat la Arhivele Bibliotecii Congresului Statelor Unite ale Americii

Waalpi, adesea Walpi, este un sat tradițional din comitatul Navajo, statul  Arizona, Statele Unite ale Americii, situat la circa 175 km (sau 105 mile, in linie dreaptă) nord-vest de Flagstaff.
Parte a comunității neîncorporate (de fapt o comunitate desemnată ca loc de recensământ, sau CDP) First Mesa, Waalpi este unul din cele trei sate ale acesteia, celelalte două fiind Hano și Sitsomovi.  Satul este locuit de nativi amerindieni din Tribul Hopi, a căror limbă este cunoscută ca Pueblo sau Tewa.  Condițiile de locuit sunt foarte primitive, locuitorii neavând acces la apă curentă și electricitate.
Waalpi este alături de Orayvi (sau Old Oraibi), de asemenea din  Arizona, respectiv localitățile Acoma și Taos din statul  New Mexico, printre satele cele mai vechi continuu locuite din  Statele Unite ale Americii.